# Rue de la Faourette
La rue de la Faourette (en occitan : carrièra de la Faureta) est une voie de Toulouse, chef-lieu de la région Occitanie, dans le Midi de la France.

## Situation et accès

### Description
La rue de la Faourette est une voie publique. Elle traverse le quartier du même nom, dans le secteur 2 - Rive gauche. Elle correspond en partie à l'ancien chemin vicinal no 26, qui reliait la route de Seysses au chemin de Fontaine-Lestang (actuelle rue Henri-Desbals).
Elle naît perpendiculairement à la route de Seysses, à 150 mètres environ de « la Pointe » – actuel rond-point du 21-Septembre-2001 –, au carrefour de la route d'Espagne. Dans la première partie de son parcours, sur 530 mètres, elle est orientée à l'ouest et bordée de maisons individuelles et de pavillons construits entre le XIXe siècle et la fin du XXe siècle. Elle est traversée par la ligne de chemin de fer de Toulouse à Auch, qu'elle franchit par le passage à niveau no 8. Elle aboutit à la cité de la Faourette, constituée de barres d'immeubles et de lotissements de maisons des années 1970, et oblique au nord pour aboutir, 330 mètres plus loin, au rond-point qui se forme au carrefour de la rue Jean-Mermoz et de la rue des Vosges. Elle est ensuite prolongée au nord par la rue Jacques-Gamelin qui aboutit à la rue Louis-Vestrepain, et au nord-ouest par la rue Jean-Mermoz.
La chaussée compte, entre la route de Seysses et la rue Julien-Sacaze, une voie de circulation automobile à double-sens puis, entre la rue Julien-Sacaze et la rue Paul-Lambert, une voie de circulation automobile dans chaque sens et enfin, entre la rue Paul-Lambert et la rue des Vosges, une seule voie de circulation automobile à double-sens. La dernière partie de la rue de la Faourette, entre la rue Paul-Lambert et la rue des Vosges, appartient à une zone 30 et la circulation y est limitée à 30 km/h. Il n'existe ni piste, ni bande cyclable.

### Voies rencontrées
La rue de la Faourette rencontre les voies suivantes, dans l'ordre des numéros croissants (« g » indique que la rue se situe à gauche, « d » à droite) :
1. Route de Seysses
2. Rue Daubenton (g)
3. Rue Cuvier (g)
4. Rue Paul-Bély (d)
5. Impasse de la Faourette (d)
6. Rue des Vosges (d)
7. Rue Julien-Sacaze (g)
8. Rue du Cagire (g)
9. Rue du Cagire (g)
10. Rue de la Corse (d)
11. Rue Paul-Lambert (g)
12. Rue Jean-Mermoz (g)
13. Rue des Vosges (d)

### Transports
La rue de la Faourette n'est pas directement desservie par les transports en commun Tisséo. Elle se trouve cependant à proximité, du côté ouest et en passant par la rue de l'Ukraine, de la station Bagatelle, sur la ligne de métro , et en passant par la rue Jean-Mermoz, de la station du même nom. La rue Jean-Mermoz et la rue Henri-Desbals sont de plus parcourues par la ligne de bus 13. À son origine, du côté est, la rue de la Faourette rencontre la route de Seysses, desservie par la ligne du Linéo L4.
Les stations de vélos en libre-service VélôToulouse les plus proches sont les stations no 143 (place Geneviève-Anthonioz-De Gaulle), no 187 (187 rue Henri-Desbals) et no 190 (39 route d'Espagne).

## Odonymie
Les sources les plus anciennes, au XIXe siècle, mentionnent un chemin de la Faourette. Il tenait ce nom d'une métairie de ce nom (emplacement des actuels no 36 à 40). Mais l'origine n'en est pas moins incertaine : peut-être ce nom lui venait-il de l'un de ses propriétaires, qui aurait porté le nom de Faur. La Faourette serait donc « la petite [ferme] de Faur » (la [bòrda] Faureta en occitan).

## Histoire
En 1330, Bernard Athon lègue à l'hôpital Saint-Jacques une partie de ses biens, dont d'importants domaines désignés comme la Faourette. En 1790, la métairie est exploitée sous la direction d'un régisseur général : elle s'étend alors sur 116 arpents, constitués principalement de terres labourées, de prés et de quelques vignes.
Au début du XIXe siècle, le chemin de la Faourette est un simple chemin rural qui, passant à travers champs depuis la route de Seysses jusqu'au chemin de Fontaine-Lestang (actuelle rue Henri-Desbals), permet de desservir plusieurs fermes, dont la métairie de la Faourette (emplacement des actuels no 36 à 40). En 1914, le domaine de la Faourette ne s'étend plus que sur 23 hectares. Il s'agit d'un vaste trapèze, limité à l'ouest par le chemin de Fontaine-Lestang (actuelle rue Henri-Desbals) et au nord par les maisons qui bordent la rue Fieux.
En 1877, la construction de la voie de chemin de fer de Toulouse à Auch coupe en deux le terroir de la Faourette. Un passage à niveau, surveillé par un garde-barrière (actuel no 17), est cependant aménagé afin de laisser le passage aux habitants du quartier.
Le 27 mai 1955, le Centre hospitalier régional le cède à la Société toulousaine de construction et de gérance d'immeubles (SOTOCOGI). Le 30 juillet 1962, celle-ci, devenue Société immobilière des cités, revend, 4 960 m² à la Société d'équipement de la Haute-Garonne, en vue d'édifier sur ce terrain un ensemble immobilier. La même année, la ferme de la petite Faourette est démolie, tandis qu'une école est construite à l'angle de la rue Henri-Desbals (emplacement des actuels no 130 rue Henri-Desbals, no 2-18 rue Félix-Mathieu et no 2-6 bis rue Jules-Amilhau). Le projet le plus ambitieux, porté par l'office public de l'habitat à loyers modérés de la ville de Toulouse, consiste en la création d'une nouvelle cité d'un millier de logements : les travaux sont engagés à partir de 1965. Dans sa partie ouest, la rue de La Faourette est redessinée, coupée de la rue Henri-Desbals et orientée au nord, afin de rejoindre la rue des Vosges. Les premières tours s'élèvent la première année le long de la rue (actuels no 73 et 75). L'année suivante, deux barres sont achevées au nord (actuels no 77-83) et au sud (actuels no 53-71). La dernière tour, au sud, est élevée en (actuel no 51).
En 1966, la rue de la Faourette est bouleversée par l'aménagement de la cité de la Faourette, entre la rue Paul-Lambert, la rue Henri-Desbals et la rue Jean-Mermoz, et son itinéraire est changé : une partie est détournée vers le nord pour rejoindre la rue Jean-Mermoz. Son extrémité ouest forme désormais le début de la rue Jules-Amilhau.

## Patrimoine et lieux d'intérêt

### Cité de la Faourette
La cité de la Faourette est construite entre 1965 et 1968 sur les derniers terrains agricoles restés libres après l'aménagement des lotissements voisins. Elle se compose d'immeubles de formes différentes : le long de la rue de la Faourette se répartissaient deux barres de quatre étages, longues de 215 mètres (anciens no 53-71) et 105 mètres (actuels no 77-87), et trois tours de dix étages (actuels no 51, 73 et 75). En 2005, à la suite de travaux de réaménagement, la première barre a été partiellement détruite et « coupée » en deux barres plus petites, longues de 100 mètres (actuels no 53-61) et 50 mètres (actuels no 65-67).
- no  59 : mosquée Rahma.
La mosquée Rahma est aménagée en 1982 dans la cave d'un immeuble de la cité de la Faourette. Elle accueille environ 900 fidèles des quartiers de la Faourette et de Bagatelle. Le projet d'une nouvelle mosquée est en cours de réalisation entre la rue du Cher et la place de la Réunion.

### Maisons
- no  17 : maison de garde-barrière (début du XXe siècle)[7].

- no  43 : maison (deuxième moitié du XIXe siècle)[8].